# Факултет заштите на раду Универзитета у Нишу
Факултет заштите на раду је високошколска установа у саставу Универзитета у Нишу. Обавља студије првог, другог и трећег степена, као и студије за иновацију знања и стручног образовања из области заштите на раду.

## Историја
На иницијативу Заједнице Завода за заштиту на раду 1968. године је при Техничком факултету Универзитета у Нишу основан Одсек заштите на раду. Те године уписана је прва генерација студената. Када се Грађевински факултет издвојио из Техничког факултета у самостални факултет Одсек заштите на раду остаје у саставу Грађевинског факултета. 
Дана 3. марта 1976. године одлуком Савета Грађевинског факултета и 14. јула 1972. године одлуком Скупштине Социјалистичке Републике Србије Факултет заштите на раду постаје самостална образовно-научна установа. 
Од 1976. године Заједница образовања у потпуности почиње финансирање Факултета заштите на рада у Нишу. 
Године 1976. из Републичког буџета су издвојена средства за изградњу Железничке станице у Нишу, а Железничко-транспортно предузеће је Факултету заштите на раду уступио зграду у Улици Чарнојевића 10А, где се он и данас налази. Након много адаптација и добијањем сустанара, данас располаже само са 3.754 m².

## Управа
- Др Момир Прашчевић, ванр. проф. - декан факултета
- Др Миомир Раос, ванр. проф. - продекан за науку и међународну сарадњу
- Др Евица Стојиљковић, ванр. проф. - продекан за наставу
- Др Иван Крстић, доцент - продекан за квалитет и издавачку делатност